# Hierve el aqua

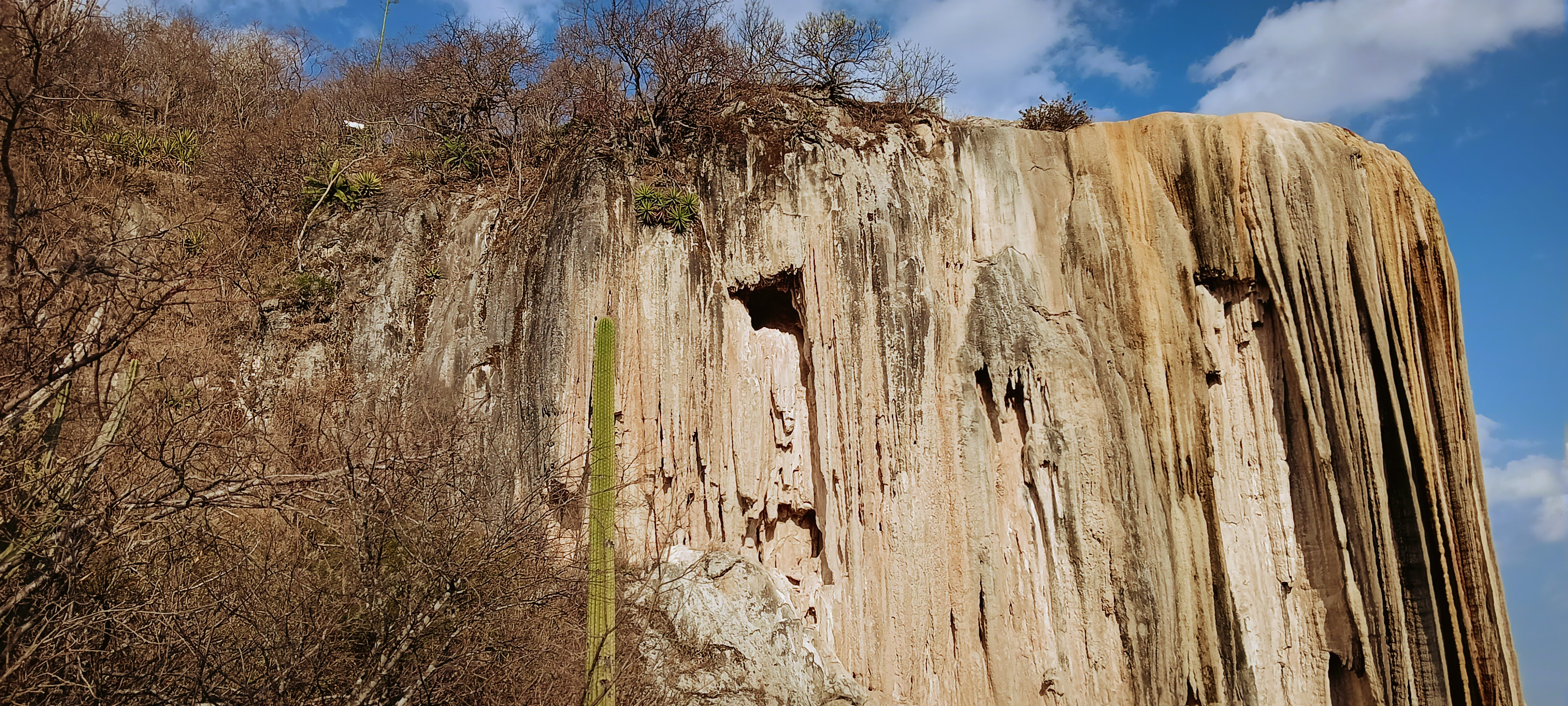
Widok zwisających stalaktytów Hierve el Aqua

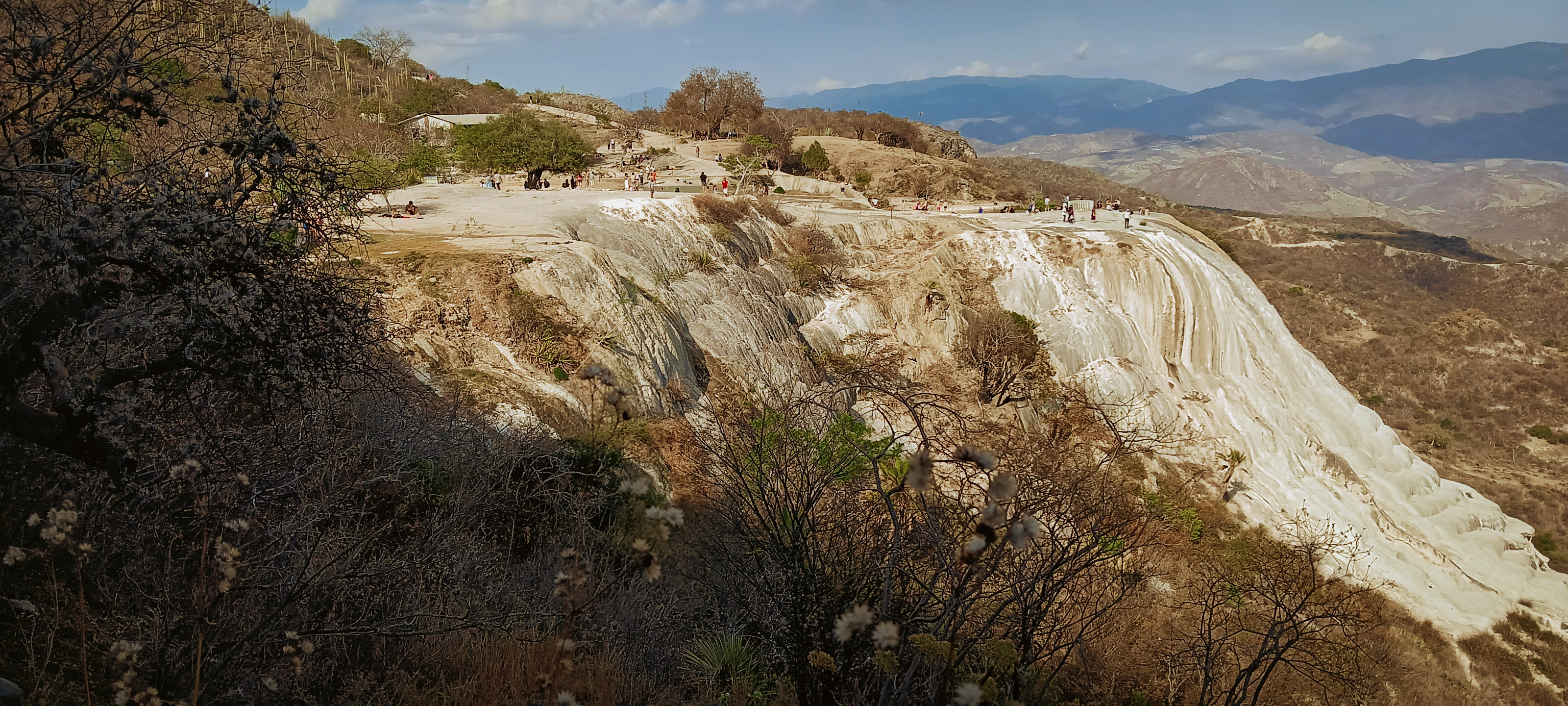
Widok formacji Hierve el Aqua z oddali

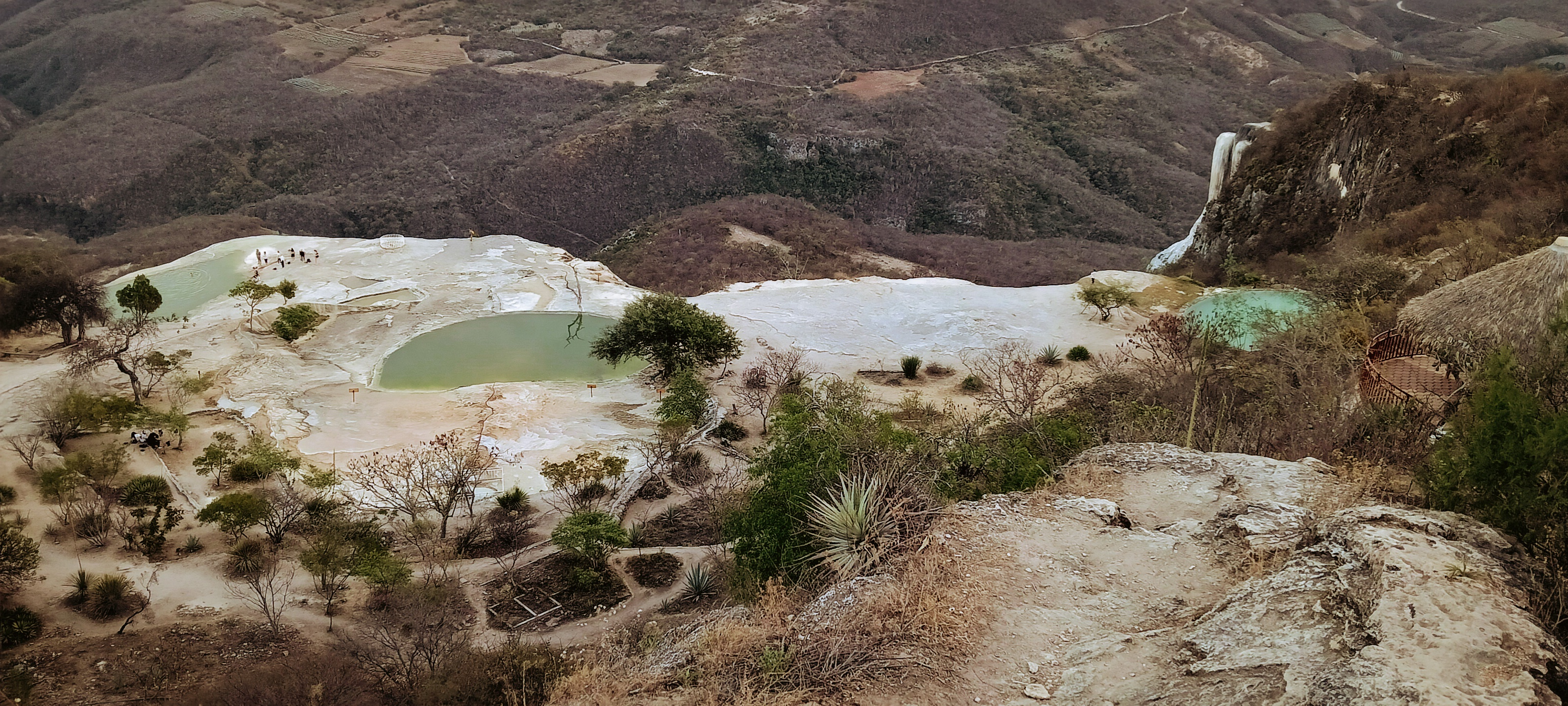
Widok z góry na tarasy basenowe Hierve el Aqua

Hierve el Aqua – cud natury w Meksyku. Formacje skalne i tarasy wapienne uformowane przez wypływającą ze źródeł wodę. Obiekt położony jest niedaleko miasta Roeguía, 5 km od San Lorenzo Albarradas, które z kolei oddalone jest o około 70 km od miasta Oaxaca.

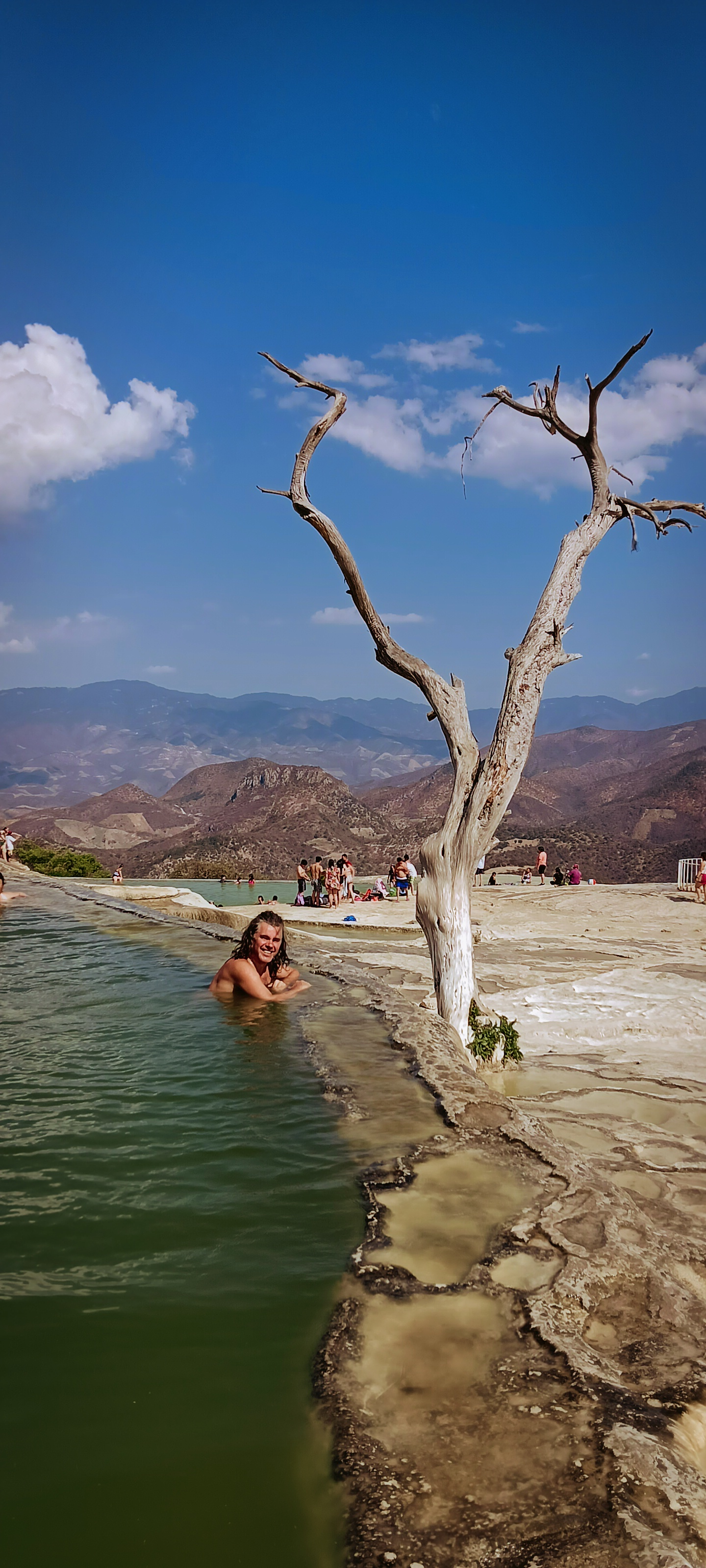
Skalne jacuzzi - hierve el aqua znaczy wrząca woda, jednak woda tutaj jest zimna.

Miejsce to jest też nazywane najdziwniejszym wodospadem świata, bowiem z daleka to wygląda jak ogromny wodospad, jednak wodospadem nie jest, to co widać to wapienne nacieki skalne. Na szczycie klifu znajdują się udostępnione dla turystów naturalne baseny z turkusową wodą. Jest kilka takich poziomów, a najwyższy to miejsce bezpośredniego ujścia źródła, gdzie wydobywające się bąbelki powietrza dają efekt wrzenia wody.
Cały wapienny naciek skalny mierzy około 200 m. Został uformowany miliony lat temu na skutek kropelkowego przepływu wody.